# Sistema de educación de Botsuana

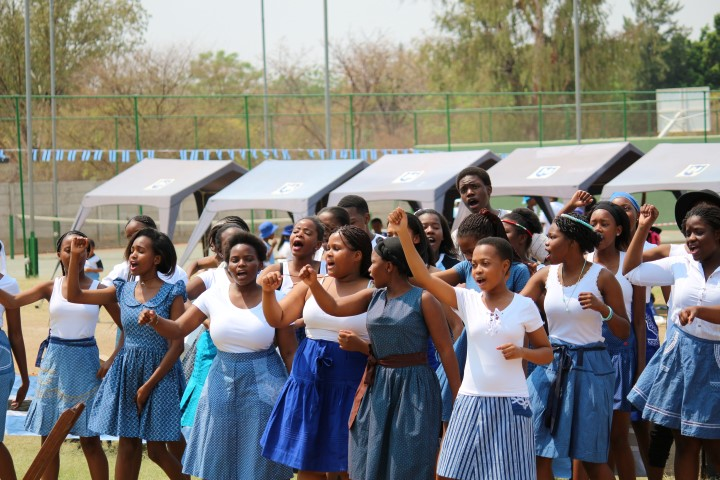
Estudiantes en Botsuana

Botsuana hizo grandes mejoras en desarrollo educativo tras su independencia en 1966, en aquel momento había muy pocos graduados en el país y muy pocos jóvenes llegaban a la educación secundaria. Con el descubrimiento de diamantes tras la independencia y el incremento de los ingresos que trajo, hubo un incremento de los recursos destinados a la educación.
Todos los estudiantes vieron garantizados diez años de educación básica para obtener un certificado de cualificación junior.
En 2002, el porcentaje de alumnos respecto de la población total de ese grupo de edad era del 81%, aunque esto hace referencia al número de niños inscritos en un colegio, no a la asistencia al colegio. Por otra parte, en 2001, el 86& de los niños que empezaban primaria llegaban a alcanzar quinto curso de un total de doce.
La educación secundaria en Botsuana no es ni obligatoria ni gratuita. El sistema educativo da igual acceso a niñas y niños, aunque las niñas suelen abandonar antes la educación secundaria debido a un embarazo.
Aproximadamente, la mitad de la población escolar llega hoy día a obtener el Botswana General Certificate of Education (BGCSE) tras finalizar la educación secundaria.
Tras este periodo, los estudiantes pueden matricularse en uno de los seis colleges del país o hacer cursos de enfermería o magisterio.
Los mejores estudiantes entran en la Universidad de Botsuana, en el Botswana College of Agriculture, o el Botswana Accountancy College en Gaborone, aunque se espera un flujo mayor de estudiantes a la universidad en el momento en que comience a funcionar la segunda universidad nacional, la Botswana International University of Science and Technology.
Muchos otros estudiantes terminan en colegios privados de educación terciaria, muchos de los cuales están subvencionados mediante becas del gobierno.

## Noticias
En enero de 2006, el gobierno anunció la introducción en ocasiones de matrículas de pago tras dos décadas de educación gratuita.